# James Jamerson
James Lee Jamerson (ur. 29 stycznia 1936 na wyspie Edisto, aglomeracja Charleston (Karolina Południowa), zm. 2 sierpnia 1983 w Los Angeles) – amerykański gitarzysta basowy i kontrabasista. Jako muzyk sesyjny przez wiele lat towarzyszył wykonawcom nagrywającym dla wytwórni Motown.

## Dzieciństwo
James Lee Jamerson urodził się na wyspie Edisto, jednej z licznych wysepek rozsianych wzdłuż atlantyckiego wybrzeża stanów Południowej Karoliny i Georgii. Jako osiemnastolatek przeniósł się wraz z matką do Detroit. W tamtejszej szkole średniej Northwestern High opanował grę na kontrabasie i wkrótce zaczął regularnie grywać w klubach jazzowych i bluesowych Detroit. Szybko wyrobił sobie nazwisko jako instrumentalista i zwrócił na siebie uwagę zawodowych muzyków.

## Kariera
James Jamerson zwrócił na siebie uwagę także Billa Gordy'ego – szefa wytwórni muzycznej Motown, specjalizującej się w muzyce afroamerykańskiej: soulu i rodzącym się właśnie funku. Od roku 1959 wchodził w skład tzw. The Funk Brothers – grupy muzyków sesyjnych akompaniujących wykonawcom mającym kontrakt z Motown. Na początku grał wyłącznie na kontrabasie, na początku lat 60. sięgnął po gitarę basową – i to ona stała się jego głównym instrumentem.
Nie był nigdy specjalnie aktywny jako kompozytor, ograniczając się wyłącznie do akompaniowania innym wykonawcom – i jako muzyk sesyjny zdobył sławę i miejsce w historii. Wytwórnia Motown dopiero od roku 1971 zaczęła na okładkach płyt wymieniać muzyków akompaniujących z nazwiska (wcześniej figurowali wyłącznie jako kolektyw The Funk Brothers), niemniej historycy muzyki popularnej zdołali ustalić, którzy z muzyków The Funk Brothers brali udział w nagraniu poszczególnych płyt sygnowanych przez wytwórnię Motown. Jak ustalono, James Jamerson w latach 1962-1968 wystąpił w ponad 95% nagrań wydanych pod szyldem Motown i zagrał w prawie 30 kompozycjach, które dotarły do 1. miejsca na amerykańskiej liście przebojów – takim wynikiem nie może się poszczycić żaden inny muzyk w historii muzyki popularnej, włącznie z członkami niezwykle popularnej w USA w okresie swej działalności grupy The Beatles. W przypadku listy przebojów R&B, obejmującej wyłącznie muzykę afroamerykańską, na szczyt dotarło prawie 70 kompozycji nagranych z udziałem Jamersona, co również stanowi niepobity po dziś dzień rekord. Jamerson występował z takimi gwiazdami afroamerykańskiej muzyki popularnej, jak Stevie Wonder, Marvin Gaye, The Supremes, Martha and the Vandellas, Gladys Knight & the Pips czy The Miracles.
Jamerson zdobył także miejsce w historii muzyki popularnej z innego powodu: był pierwszym muzykiem, który traktował gitarę basową jako instrument melodyczny – zamiast wygrywania prostych, powtarzających się funkcji i motywów w obrębie kwinty, jak czynili to wcześniejsi gitarzyści basowi, James Jamerson grał rozbudowane, improwizowane linie, często wykorzystujące synkopę, oprócz zaznaczania rytmu kompozycji stanowiące też integralną część jej melodii. Ten nowatorski styl stał się inspiracją dla wielu instrumentalistów: na wpływ stylu gry Jamersona powoływali się tacy innowatorzy gry na gitarze basowej, jak Jack Bruce, John Entwistle, John Paul Jones czy Jaco Pastorius. Do dziś zresztą wielu znanych i cenionych basistów (m.in. Paul McCartney, John Patitucci, Billy Sheehan, Jason Newsted, Victor Wooten, Geddy Lee) powołuje się na wpływ Jamersona na własny styl gry na gitarze basowej.
Po roku 1970 gwiazda Jamersona przygasła; choć nadal brał udział w powstawaniu ważnych płyt (choćby "What's Going On" Marvina Gaye'a z roku 1971), nagrywał coraz mniej, coraz mniej artystów także zapraszało go do współpracy. Powodem było m.in. pojawienie się szeregu muzyków o podobnym, rozbudowanym stylu gry, jak również postępujący alkoholizm artysty (jak opowiadali kompani z The Funk Brothers, gdy Gaye zażyczył sobie udziału Jamersona w nagraniu "What's Going On", musieli odbyć dłuższą wędrówkę po okolicznych barach, by go znaleźć; gdy w końcu Jamerson pojawił się w studio, był kompletnie pijany i – znakomitą – partię gitary basowej w utworze tytułowym zagrał, leżąc półprzytomny na podłodze) i pojawienie się nowych technik gry (m.in. slapu – silnego uderzania strun kciukiem), podczas gdy Jamerson trwał przy wypracowanej przez siebie technice zarywania struny palcem wskazującym prawej dłoni. Kontrakt z Motown Jamerson rozwiązał w roku 1973. W latach późniejszych, pogrążając się w alkoholizmie, grywał coraz rzadziej; 2 sierpnia 1983 postępująca marskość wątroby, niewydolność serca i zapalenie płuc doprowadziły do śmierci artysty. James Jamerson pozostawił żonę Anne i czworo dzieci: synów Jamesa Jr., Iveya i Dereka i córkę Doreen. Pochowano go na cmentarzu Woodlawn Cemetery w Detroit.
W roku 2000 James Lee Jamerson został pośmiertnie wprowadzony do Rock and Roll Hall of Fame. W roku 2004 The Funk Brothers otrzymali nagrodę Grammy za całokształt osiągnięć.

## Instrument
Pierwszym instrumentem Jamersona był kontrabas niemieckiej produkcji. Gdy rozpoczął grę na gitarze basowej, jego instrumentem z wyboru stał się Fender Precision Bass. Gdy pierwszy egzemplarz mu skradziono – kupił drugi, dokładnie tego samego modelu, i wykorzystywał go przez cały przebieg kariery (ten egzemplarz wkrótce przed śmiercią Jamersona również został skradziony). Używał grubych (.052 – .110) strun firmy LaBella. Jamerson nigdy specjalnie nie dbał o swój instrument, co po pewnym czasie spowodowało częściowe zdeformowanie gryfu; choć innym muzykom bardzo utrudniało ono grę, sam Jamerson nigdy nie miał kłopotów z grą.
Podczas grania w niewielkich klubach używał małego wzmacniacza Ampeg B-15; na okoliczność występów w większych obiektach posiłkował się wzmacniaczem Naguahyde Kustom. W studio wpinał swoją gitarę basową bezpośrednio do konsolety.